# Printemps d'amour

Printemps d'amour  est un film muet français réalisé par Léonce Perret et sorti en 1927.

## Fiche technique
- Réalisateur : Léonce Perret
- Photographie : René Colas
- Sociétés de production :  Pathé-Natan
- Format : Muet - 1,33:1 - 35 mm
- Pays de production : France
- Premier film français tourné entièrement en couleur, selon la technique américaine Technicolor bichrome
- Date de sortie :
  - France : 1927

## Distribution
- Gina Manès